# Yacht Clube da Bahía
El Yacht Clube da Bahía es un club náutico ubicado en Salvador de Bahía, Bahía (Brasil). El Clube tiene también equipos de natación y de maratón acuática.

## Historia
Fue fundado el 23 de mayo de 1935 en la antigua fábrica de chales "A. Pereira & Cia", con acceso a la bahía de Todos los Santos por la Ladeira da Barra.

## Flotas
Tiene flotas de Optimist, Laser, Snipe, Dingue, Hobie Cat 16 y 29er.

## Deportistas
En la clase Snipe Mateus Tavares y Gustavo Carvalho ganaron el campeonato del mundo en 2015, y Juliana Duque el campeonato del mundo femenino en 2016, 2021 y 2023 con Amanda Sento-Sé, Mila Beckerath y Bruna Patricio, respectivamente.